# Матвейчик Артур Борисович
Артур Борисович Матвейчик (нар. 15 жовтня 1974, Мінськ, Білоруська РСР) — білоруський футболіст, захисник та півзахисник.

## Клубна кар'єра
Футболом розпочав займатися в 1981 році в мінській «Зміні», перший тренер — Сергій Ананьєвський. Після закінчення 8-го класу школи вступив доБобруйського енергетичного технікуму. Час від часу виступав за футбольну команду цього навчального закладу. Потім за допомогою тренера Миколи Миколайовича Стаднікова повернувся до футболу. Дорослу футбольну кар'єру розпочав у 1993 році. Виступав у бобруйських клубах «Фандок», Факдок-2, «Шинник» (Бобруйськ) та «Бобруйську». Через невиконання фінансових зобов'язань 5 гравців «Бобруйська» байкотували найближчий матч національного чемпіонату. Проте він відбувся бобруйська команда в 9-ох вийшла на футбольне поле (в тому числі й головний тренер), але з рахунком 0:2 поступилася в ньому. Згодом головний тренер втік до Росії, а начальник команди був заарештований та засджений до 12 років тюремного ув'язнення.
У 1995 році перейшов до першолігового новополоцького «Нафтан-Девону», якому допоміг вийти до Вищої ліги. У 1998 році підсилив мозирську «Славію». Взимку 2001 року мав пропозиції від московських клубів «Динамо» та «Торпедо», але тоді керівництво мозирської «Славії» вирішило зберегти гравця в складі команди. У футболці «Славії» був переможцем та срібним призером чемпіонату Білорусі. Наприкінці 2001 році повинен був перейти до борисовського БАТЕ, з головним тренером якого був погоджений цей перехід. Проте за день до підписання контракту з борисовським клубом В Артура виник варіант з саратовським «Соколом», через який Матвейчик вирішив відмовитися від переходу в БАТЕ. Наприкінці 2001 року підписав контракт з саратовським клубом, на тренувальному зборі награвався як гравець основи. Проте саме в той час ФІФА прийняло правило, за яким попередні клуби гравця мали право претендувати на фінансову компенсацію за підготовку футболіста. Незважаючи на те, що Матвейчук перейшов як вільний агент, «Сокіл» все одно мав виплатити таку компенсацію. Щоб уникнути додаткових фінансових витрат саратовський клуб розірвав контракт з Матвейчиком. Згодом з'ясувалося, що перехід також не відбувся через конфлікт всередині «Сокола». Після цього отримав запрошення від астрханського «Волгара-Газпрому», зацікавленість в Артурі виявляв особисто головний тренер астраханців Корней Шперлінг. Сергія заявили в останній день періоду, який для цього відведено. Дебютував за астраханців у Першому дивізіоні 10 квітня 2002 року в переможному (2:1) домашньому поєдинку 3-го туру проти краснодарської «Кубані». Матвейчик вийшов на поле на 61-й хвилині замінивши Віталія Матюхіна. Через нефутбольні причини за першу команду російського клубу в чемпіонаті зіграв 6 матчів. Ще один поєдинок провів за «Волгар-Газпром-2» в аматорському чемпіонаті Росії. Розірвав контракт з астраханцями через невиконання «Волгарем» його умов.
Ще під час виступів у «Волгарі» разом з Олегом Саматорим спілкувався з головним тренером «Гомеля». Після повернення з Росії тренувався з гомельським клубом, а також обговорив умови особистого контракту з головним тренером цієї команди, але через зволікання керівництва клубу перехід зірвався. Проте влітку 2002 року наприкінці періоду заявки для участі в чемпіонаті в гравця виник варіант з жодинським «Торпедо». Вирішальним фактором у цьому переході був пункт в контракті, який дозволяв футболісту по завершенні сезону перехід до іншого клубу вільним агентом. Саме на такий крок пішов головний тренер «торпедівців» Яків Шапіро, щоб залучити гравця до своєї команди. Проте в команді закріпитися не зумів, з часом втратив місе в стартовому складі. Зіграв 9 матчів, жодними результативними діями не відзначився. В середині листопада 2002 року скористався пунктом про можливість отримання статусу відьного агента по закінченні сезону й залишив розташування жодінського колективу.
У січні 2003 року разом зі своїм співвітчизником Олексієм Поляковим проходив перегляд у клубі Екстракляси «Заглембє» (Любін), зіграв декілька матчів на тренувальних зборах, але контракт з клубом так і не підписав. Навесні 2003 року підсилив мінський МТЗ-РІПО, за який зіграв 28 матчів та відначився 1 голом у Першій лізі білоруського чемпіонату.
У червні 2004 року разом з іншими білоруськими футболістами в складі криворізького «Кривбасу» проходив тренувальні збори в Ялті, з яким зештою й підписав контракт. Проте одразу ж був переведений до другої команди «Кривбасу», за яку дебютував 28 березня 2004 року в переможному (3:1) домашньому поєдинку 16-го туру групи Б другої ліги проти білоцерківської «Росі». Макавчик вийшов у стартовому складі та відіграв увесь матч. Напередодні поатку сезону 2004/05 років був переведений до головної команди криворіжців, в якій дебютував 25 липня 2004 року в нічийному (1:1) виїзному поєдинку 3-го туру Вищої ліги проти донецького «Металурга». Артур вийшов на поле на 77-й хвилині, замінивши Милана Загораца. У першій команді криворіжців у Вищій лізі зіграв 2-поєдинки, за другу команду в Другій лізі — 3.
Проте вже в 2004 році повернувся до «Нафтану», кольори якого захищав до завершення сезону 2005 року. У 2006 році потрапив до заявки на сезон бобруйської «Білшини», за яку зіграв 20 матчів у Вищій лізі Білорусі. 2007 року захищав кольори аматорського клубу «Податківець» з Мінська.
У 2014 році потрапив до заявки на сезон клубу Другої ліги «Крумкачи», за який провів 10 поєдинків.

## Кар'єра в збірній
17 лютого 2001 року дебютував у футболці збірної Білорусі в програному (0:2) товариському поєдинку проти збірної Узбекистану. У тому поєдинку за білорусів виступали виключно гравці національного чемпіонату. Матвейчик вийшов на поле в стартовому складі, а на 46-й хвилині його замінив Артур Кривонос. 

## Титули і досягнення
- Чемпіон Білорусі (1):

«Славія-Мозир»: 2000
- Володар Кубка Білорусі (1):

«Славія-Мозир»: 1999-2000